# Legjobb rendezés díja (cannes-i fesztivál)
A Legjobb rendezés díja (franciául: Prix de la mise en scène) a cannes-i fesztiválon átadott elismerés. A fesztivál nagyjátékfilm zsűrije ítéli oda annak a filmrendezőnek, aki a legjobb rendezést valósította meg a hivatalos válogatás versenyfilmjei közül. Gyakran emlegetik legjobb rendező díjaként is.
A díjat első ízben 1946-ban ítélték oda, azonban 1981-ig 13 alkalommal nem osztották ki. 1983-ban Alkotói film nagydíja (Grand Prix du cinéma de creation) névvel illették.

## Díjazottak
| Év   | Filmrendező                                                | Magyar cím                                                 | Eredeti cím                                                | Ország                                                     | Megj.       |
| ---- | ---------------------------------------------------------- | ---------------------------------------------------------- | ---------------------------------------------------------- | ---------------------------------------------------------- | ----------- |
| 1946 | René Clément                                               | Harc a sínekért                                            | La bataille du rail                                        | FRA                                                        |             |
| 1947 | A díjat nem osztották ki.                                  | A díjat nem osztották ki.                                  | A díjat nem osztották ki.                                  | A díjat nem osztották ki.                                  |             |
| 1948 | A fesztivált pénzügyi nehézségek miatt nem rendezték meg.  | A fesztivált pénzügyi nehézségek miatt nem rendezték meg.  | A fesztivált pénzügyi nehézségek miatt nem rendezték meg.  | A fesztivált pénzügyi nehézségek miatt nem rendezték meg.  |             |
| 1949 | René Clément                                               | A feledés útján                                            | Au-delà des grilles                                        | FRA                                                        |             |
| 1950 | A fesztivált pénzügyi nehézségek miatt nem rendezték meg.  | A fesztivált pénzügyi nehézségek miatt nem rendezték meg.  | A fesztivált pénzügyi nehézségek miatt nem rendezték meg.  | A fesztivált pénzügyi nehézségek miatt nem rendezték meg.  |             |
| 1951 | Luis Buñuel                                                | Elhagyottak                                                | Los Olvidados                                              | MEX                                                        |             |
| 1952 | Christian-Jaque                                            | Királylány a feleségem                                     | Fanfan la Tulipe                                           | FRA                                                        |             |
| 1953 | A díjat nem osztották ki.                                  | A díjat nem osztották ki.                                  | A díjat nem osztották ki.                                  | A díjat nem osztották ki.                                  |             |
| 1954 | A díjat nem osztották ki.                                  | A díjat nem osztották ki.                                  | A díjat nem osztották ki.                                  | A díjat nem osztották ki.                                  |             |
| 1955 | Jules Dassin                                               | Rififi a férfiak közt                                      | Du rififi chez les hommes                                  | FRA                                                        | (megosztva) |
| 1955 | Szergej Vasziljev                                          | A Sipka-szoros hősei                                       | Gerojte na Sipka (Героите на Шипка)                        | URS                                                        | (megosztva) |
| 1956 | Szergej Jutkevics                                          | Othello                                                    | Otello (Отелло)                                            | URS                                                        |             |
| 1957 | Robert Bresson                                             | Egy halálraítélt megszökött                                | Un condamné à mort s'est échappé                           | FRA                                                        |             |
| 1958 | Ingmar Bergman                                             | Az élet küszöbén                                           | Nära livet                                                 | SWE                                                        |             |
| 1959 | François Truffaut                                          | Négyszáz csapás                                            | Les quatre cents coups                                     | FRA                                                        |             |
| 1960 | A díjat nem osztották ki.                                  | A díjat nem osztották ki.                                  | A díjat nem osztották ki.                                  | A díjat nem osztották ki.                                  |             |
| 1961 | Julija Szolnceva                                           | Lángoló évek                                               | Poveszty plamennih let (Повесть пламенных лет)             | URS                                                        |             |
| 1962 | A díjat nem osztották ki.                                  | A díjat nem osztották ki.                                  | A díjat nem osztották ki.                                  | A díjat nem osztották ki.                                  |             |
| 1963 | A díjat nem osztották ki.                                  | A díjat nem osztották ki.                                  | A díjat nem osztották ki.                                  | A díjat nem osztották ki.                                  |             |
| 1964 | A díjat nem osztották ki.                                  | A díjat nem osztották ki.                                  | A díjat nem osztották ki.                                  | A díjat nem osztották ki.                                  |             |
| 1965 | Liviu Ciulei                                               | Akasztottak erdeje I-II.                                   | Pădurea spânzuraţilor                                      | ROM                                                        |             |
| 1966 | Szergej Jutkevics                                          | Lenin Lengyelországban                                     | Lenin v Polse (Ленин в Польше)                             | URS                                                        |             |
| 1967 | Kósa Ferenc                                                | Tízezer nap                                                | Tízezer nap                                                | HUN                                                        |             |
| 1968 | Az 1968. májusi zavargások miatt a fesztivál félbeszakadt. | Az 1968. májusi zavargások miatt a fesztivál félbeszakadt. | Az 1968. májusi zavargások miatt a fesztivál félbeszakadt. | Az 1968. májusi zavargások miatt a fesztivál félbeszakadt. |             |
| 1969 | Glauber Rocha                                              | A halál Antóniója                                          | O Dragão da Maldade contra o Santo Guerreiro               | BRA                                                        | (megosztva) |
| 1969 | Vojtech Jasny                                              | Jó földijeim                                               | Všichni dobří rodáci                                       | TCH                                                        | (megosztva) |
| 1970 | John Boorman                                               | Az utolsó Leó                                              | Leo the Last                                               | GBR                                                        |             |
| 1971 | A díjat nem osztották ki.                                  | A díjat nem osztották ki.                                  | A díjat nem osztották ki.                                  | A díjat nem osztották ki.                                  |             |
| 1972 | Jancsó Miklós                                              | Még kér a nép                                              | Még kér a nép                                              | HUN                                                        |             |
| 1973 | A díjat nem osztották ki.                                  | A díjat nem osztották ki.                                  | A díjat nem osztották ki.                                  | A díjat nem osztották ki.                                  |             |
| 1974 | A díjat nem osztották ki.                                  | A díjat nem osztották ki.                                  | A díjat nem osztották ki.                                  | A díjat nem osztották ki.                                  |             |
| 1975 | Michel Brault                                              | Bűntelenül                                                 | Les Ordres                                                 | CAN                                                        | (megosztva) |
| 1975 | Costa-Gavras                                               | Különleges ügyosztály                                      | Section spéciale                                           | FRA                                                        | (megosztva) |
| 1976 | Ettore Scola                                               | Csúfak és gonoszak                                         | Brutti sporchi e cattivi                                   | ITA                                                        |             |
| 1977 | A díjat nem osztották ki.                                  | A díjat nem osztották ki.                                  | A díjat nem osztották ki.                                  | A díjat nem osztották ki.                                  |             |
| 1978 | Ósima Nagisza                                              | A szenvedélyek birodalma                                   | Ai no borei (愛の亡霊)                                     | JPN                                                        |             |
| 1979 | Terrence Malick                                            | Mennyei napok                                              | Days of Heaven                                             | USA                                                        |             |
| 1980 | A díjat nem osztották ki.                                  | A díjat nem osztották ki.                                  | A díjat nem osztották ki.                                  | A díjat nem osztották ki.                                  |             |
| 1981 | A díjat nem osztották ki.                                  | A díjat nem osztották ki.                                  | A díjat nem osztották ki.                                  | A díjat nem osztották ki.                                  |             |
| 1982 | Werner Herzog                                              | Fitzcarraldo                                               | Fitzcarraldo                                               | FRG                                                        |             |
| 1983 | Robert Bresson                                             | A pénz                                                     | L'argent                                                   | FRA                                                        | (megosztva) |
| 1983 | Andrej Tarkovszkij                                         | Nosztalgia                                                 | Nosztalgija (Ностальгия)                                   | URS                                                        | (megosztva) |
| 1984 | Bertrand Tavernier                                         | Vidéki vasárnap                                            | Un dimanche à la campagne                                  | FRA                                                        |             |
| 1985 | André Téchiné                                              | Randevú                                                    | Rendez-vous                                                | FRA                                                        |             |
| 1986 | Martin Scorsese                                            | Lidérces órák                                              | After Hours                                                | USA                                                        |             |
| 1987 | Wim Wenders                                                | Berlin felett az ég                                        | Der Himmel über Berlin                                     | FRG                                                        |             |
| 1988 | Fernando Ezequiel Solanas                                  | Dél                                                        | Sur                                                        | ARG                                                        |             |
| 1989 | Emir Kusturica                                             | Cigányok ideje                                             | Dom za vesanje (Дом за вешање)                             | YUG                                                        |             |
| 1990 | Pavel Lungin                                               |                                                            | Takszi-Bljuz (Такси-блюз)                                  | URS                                                        |             |
| 1991 | Joel Coen                                                  | Hollywoodi lidércnyomás                                    | Barton Fink                                                | USA                                                        |             |
| 1992 | Robert Altman                                              | A játékos                                                  | The Player                                                 | USA                                                        |             |
| 1993 | Mike Leigh                                                 | Mezítelenül                                                | Naked                                                      | GBR                                                        |             |
| 1994 | Nanni Moretti                                              | Kedves naplóm                                              | Caro diario                                                | ITA                                                        |             |
| 1995 | Mathieu Kassovitz                                          | A gyűlölet                                                 | La Haine                                                   | FRA                                                        |             |
| 1996 | Joel Coen                                                  | Fargo                                                      | Fargo                                                      | USA                                                        |             |
| 1997 | Vóng Ká-vaj (Wong Kar-wai)                                 | Édes2kettes                                                | Csunkuang csa hszie (春光乍洩, Chūnguāng zhà xiè)          | HKG                                                        |             |
| 1998 | John Boorman                                               | A bűncézár                                                 | The General                                                | GBR                                                        |             |
| 1999 | Pedro Almodóvar                                            | Mindent anyámról                                           | Todo sobre mi madre                                        | ESP                                                        |             |
| 2000 | Edward Yang                                                | Családi kötelékek                                          | Ji ji (Yi yi)                                              | TWN                                                        |             |
| 2001 | Joel Coen                                                  | Az ember, aki ott se volt                                  | The Man Who Wasn't There                                   | USA                                                        | (megosztva) |
| 2001 | David Lynch                                                | Mulholland Drive – A sötétség útja                         | Mulholland Dr.                                             | USA                                                        | (megosztva) |
| 2002 | Im Gvonthek (Im Kwon-taek)                                 | –––                                                        | Csiuangszon (Chwihwaseon) (취화선)                         | KOR                                                        |             |
| 2002 | Paul Thomas Anderson                                       | Kótyagos szerelem                                          | Punch-Drunk Love                                           | USA                                                        |             |
| 2003 | Gus Van Sant                                               | Elefánt                                                    | Elephant                                                   | USA                                                        |             |
| 2004 | Tony Gatlif                                                | Száműzetés                                                 | Exils                                                      | FRA                                                        |             |
| 2005 | Michael Haneke                                             | Rejtély                                                    | Caché                                                      | AUT                                                        |             |
| 2006 | Alejandro González Iñárritu                                | Bábel                                                      | Babel                                                      | MEX                                                        |             |
| 2007 | Julian Schnabel                                            | Szkafander és pillangó                                     | Le scaphandre et le papillon                               | FRA                                                        |             |
| 2008 | Nuri Bilge Ceylan                                          | Három majom                                                | Üç Maymun                                                  | TUR                                                        |             |
| 2009 | Brillante Mendoza                                          | –––                                                        | Kinatay                                                    | PHI                                                        |             |
| 2010 | Mathieu Amalric                                            | Turné                                                      | Tournée                                                    | FRA                                                        |             |
| 2011 | Nicolas Winding Refn                                       | Drive – Gázt!                                              | Drive                                                      | DEN                                                        |             |
| 2012 | Carlos Reygadas                                            | Felhők felett                                              | Post Tenebras Lux                                          | MEX                                                        |             |
| 2013 | Amat Escalante                                             | Heli                                                       | Heli                                                       | MEX                                                        |             |
| 2014 | Bennett Miller                                             | Foxcatcher                                                 | Foxcatcher                                                 | USA                                                        |             |
| 2015 | Hou Hsziao-hszien (Hou Hsiao-hsien)                        | Gyilkos csapás                                             | Nie jin niang (聶隱娘, Nie yin niang)                      | CHN                                                        |             |
| 2016 | Cristian Mungiu                                            | Érettségi                                                  | Bacalaureat                                                | ROM                                                        | (megosztva) |
| 2016 | Olivier Assayas                                            | A stylist                                                  | Personal Shopper                                           | FRA                                                        | (megosztva) |
| 2017 | Sofia Coppola                                              | Csábítás                                                   | The Beguiled                                               | USA                                                        |             |
| 2018 | Paweł Pawlikowski                                          | Hidegháború                                                | Zimna wojna                                                | POL                                                        |             |
| 2019 | Jean-Pierre és Luc Dardenne                                | Az ifjú Ahmed                                              | Le jeune Ahmed                                             | BEL                                                        | [ 4 ]       |
| 2020 | A Covid19-pandémia miatt nem osztottak ki díjat.           | A Covid19-pandémia miatt nem osztottak ki díjat.           | A Covid19-pandémia miatt nem osztottak ki díjat.           | A Covid19-pandémia miatt nem osztottak ki díjat.           |             |
| 2021 | Leos Carax                                                 | Annette                                                    | Annette                                                    | FRA                                                        | [ 5 ]       |
| 2022 | Pak Cshanuk (Park Chan-wook)                               | A titokzatos nő                                            | Hoiocsil gjolszim (헤어질 결심, He-eo-jil kyeol-sim)       | KOR                                                        | [ 6 ]       |
| 2023 | Trần Anh Hùng                                              | A szenvedély íze                                           | La Passion de Dodin Bouffant                               | FRA                                                        | [ 7 ]       |
| 2024 | Miguel Gomes                                               | Grand Tour                                                 | Grand tour                                                 | POR FRA ITA                                                | [ 8 ]       |
| 2025 | Kleber Mendonça Filho                                      |                                                            | O Agente Secreto                                           | BRA                                                        |             |